# Avenue Roger Hainaut
 (août 2025).
Motif : Rue sans notoriété évidente. Sources secondaires semblent absentes.
- Archive Wikiwix
- Bing
- Cairn
- DuckDuckGo
- E. Universalis
- Gallica
- Google
- G. Books
- G. News
- G. Scholar
- Persée
- Qwant
- (zh) Baidu
- (ru) Yandex
- (wd) trouver des œuvres sur Wikidata

| 1. | Préciser le motif de la pose du bandeau. | Précisez le motif de la pose du bandeau en utilisant la syntaxe suivante : {{admissibilité à vérifier\|date=août 2025\|motif=remplacez ce texte par le motif}}                            |
| 2. | Informer les utilisateurs concernés.     | Pensez à avertir le créateur de l'article, par exemple, en insérant le code ci-dessous sur sa page de discussion : {{subst:avertissement admissibilité à vérifier\|Avenue Roger Hainaut}} |

 (août 2025).
Si vous disposez d'ouvrages ou d'articles de référence ou si vous connaissez des sites web de qualité traitant du thème abordé ici, merci de compléter l'article en donnant les références utiles à sa vérifiabilité et en les liant à la section « Notes et références ».
L'avenue Roger Hainaut est une avenue bruxelloise de la commune d'Auderghem qui part de l'avenue Louis Vercauteren vers la chaussée de Tervueren sur une longueur de 100 mètres.

## Historique et description
L'avenue porte le nom du sous lieutenant Roger Paul Achille Hainaut, né le 19 août 1919 à Normanby, Royaume-Uni, mort en tant que prisonnier de guerre à une date inconnue à Sachsenhausen en Allemagne durant la Seconde Guerre mondiale
. Il était domicilié en la commune d'Auderghem.
En 1910, Charles Waucquez bâtit son château (château Sainte-Anne), dans l'actuelle rue du Vieux Moulin. Entouré d'un grand parc, son domaine s'étendait entre la rue du Villageois, l'avenue Valduchesse, la drève des Deux Moutiers et la chaussée de Tervueren.
À la mort du dernier habitant et propriétaire de cette résidence, il fallut en lotir une grande partie le long de l'avenue de Tervueren afin de pouvoir régler les importants droits de succession. Ainsi naquit l'avenue Hainaut, en octobre 1959.
- Premier permis de bâtir délivré le 13 avril 1960 pour le no 2.